# Черняево (Амурская область)
Черня́ево — село в Магдагачинском районе Амурской области России. Административный центр сельского поселения Черняевский сельсовет.

## География
Расположено на левом берегу Амура, в 45 км к югу от села Тыгда (на Транссибе).

### Климат
| Показатель                   | Янв.  | Фев.  | Март  | Апр. | Май  | Июнь | Июль | Авг. | Сен. | Окт. | Нояб. | Дек.  | Год  |
| ---------------------------- | ----- | ----- | ----- | ---- | ---- | ---- | ---- | ---- | ---- | ---- | ----- | ----- | ---- |
| Средняя температура, °C      | −25,8 | −20,7 | −10,8 | 1,9  | 10,3 | 17,3 | 19,9 | 17,3 | 10,0 | −0,3 | −15,3 | −24,7 | −1,7 |
| Норма осадков, мм            | 7     | 4     | 7     | 21   | 50   | 77   | 109  | 107  | 58   | 23   | 14    | 8     | 485  |
| Источник: ФГБУ "ВНИИГМИ-МЦД" |       |       |       |      |      |      |      |      |      |      |       |       |      |

## Население
| 2002 | 2010 | 2012 | 2013 | 2014 | 2015 | 2016 |
| ---- | ---- | ---- | ---- | ---- | ---- | ---- |
| 1465 | ↘969 | ↘901 | ↘867 | ↘846 | ↘816 | ↗838 |
| 2017 | 2018 | 2021 |      |      |      |      |
| ↗855 | ↗860 | ↘738 |      |      |      |      |

## Известные жители
С 1973 года в Черняево с супругом проживала до своей кончины Валентина Михайловна Половинкина (7 мая 1930 — 1997) — передовик советского сельского хозяйства, доярка совхоза «Марьино» Рыльского района Курской области, Герой Социалистического Труда (1957).